# استفانو مورئو
استفانو مورئو (انگلیسی: Stefano Moreo؛ زادهٔ ۳۰ ژوئن ۱۹۹۳) بازیکن فوتبال اهل ایتالیا است.
از باشگاه‌هایی که در آن بازی کرده‌است می‌توان به باشگاه فوتبال پالرمو و باشگاه فوتبال ونتزیا اشاره کرد.